# Потенцијална енергија
Потенцијална енергија је енергија која потиче од релативног положаја (конфигурације) објекта у пољу конзервативне силе. Тај облик енергије има потенцијал да промени стање других објеката у околини, на пример конфигурацију (геометријски распоред) или кретање.
Разни облици енергије се могу једним именом назвати потенцијалном енергијом. Сваки од ових облика енергије је повезан са врстом силе која дејствује у складу са неком особином материје (као што је маса, наелектрисање, еластичност, температура итд.). Потенцијална енергија се обично описује као особина коју тело има, а у вези је са положајем или обликом и спремно је да се претвори у кинетичку енергију. Механичка енергија је комбинација обе.
На пример, гравитациона потенцијална енергија је повезана са гравитационом силом која дејствује на масу тела; еластична потенцијална енергија са еластичним силама (у крајњем случају електромагнетним силама) која делују на еластичност деформисаног тела; електрична потенцијална енергија је повезана са Кулоновом силом; јака и слаба нуклеарна сила које делују унутар атомског језгра; хемијска потенцијална енергија, са хемијским потенцијалом атомског или унутар молекуларног распореда који делује на атомску/молекуларну структуру хемијске супстанце која чини тело; топлотна потенцијална енергија је у вези са електромагнетним силама које утичу на температуру тела.
Израз потенцијална енергија увео је шкотски инжењер и физичар из 19. века Вилијам Ранкин. Он је повезан са концептом потенцијалности грчког филозофа Аристотела. Потенцијална енергија је повезана са силама које делују на тело на такав начин да укупан рад тих сила на телу зависи само од почетног и коначног положаја тела у простору. Те силе, које се називају конзервативним силама, могу се у свакој тачки у простору представити векторима израженим у градијентима одређене скаларне функције која се назива потенцијал.

## Гравитациона потенцијална енергија
Гравитациона потенцијална енергија је таква врста потенцијалне енергије која је последица чињенице да тело има масу и да на тело делује гравитациона сила.
У свакодневном животу, гравитациона потенцијална енергија се среће у ситуацији када се тело диже у Земљином гравитационом пољу. Увећање гравитационе потенцијалне енергије тела је једнако количини енергије потребној да се тело подигне или, што је потпуно исто, количина енергије која би било ослобођена уколико би тело било пуштено да слободно падне на првобитни ниво.

## Израчунавање гравитационе потенцијалне енергије
Узимајући да је гравитациона сила константна (на висинама које су релативно мале у односу на Земљину површину), рад извршен при подизању објекта једнак је производу гравитационе силе и висинске разлике остварене подизањем. Гравитациона сила коју треба савладати једнака је производу масе објекта и гравитационог убрзања, те је потенцијална енергија објекта Ug, дата изразом
{\displaystyle U_{g}=mgh\,}
где је
m маса објекта,
g убрзање земљине теже (приближно 9,81  на нивоу мора),
h висина на коју је објекат подигнут, у односу на референтни ниво (што може бити површина земље или веома често ниво мора).
При употреби ове једначине важно је доследно коришћење јединица. Данас се у научним радовима највише користи Међународни систем јединица (СИ) у којем се маса изражава у килограмима (kg), убрзање у метрима у секунди на квадрат (m/s2), и растојање (овде висина) у метрима (m). Тада се израчуната енергија изражава у џулима (kg m²/s2).
Једначина показује да је гравитациона потенцијална енергија пропорционална и маси и промени висине. На пример за подизање два иста објекта на неку висину потребна је иста енергија као и за подизање једног од њих на двоструку висину.
Једначина "mgh" је сасвим задовољавајућа ако су висинске разлике, h, мале те се гравитационо убрзање може сматрати константним. На површини Земље или у њеној близини та је претпоставка врло разумна, међутим, на већим раздаљинама, рецимо када се ради о небеским телима или летелицама претпоставка није добра.
Да би се исправно израчунала гравитациона потенцијална енергија при променљивом убрзању g потребно је сабирати промене потенцијалне енергије остварене у малим висинским интервалима и за сваки интервал узети у обзир одговарајућу промену средње вредности гравитационог убрзања. У граничном случају када су интервали „бесконачно мали“ сума прелази у интеграл.
Да би интегрисање учинили једноставнијим претпоставићемо да је маса тела концентрисана у његовом центру масе што је сасвим тачно за сферно симетрично хомогено тело. У општем случају претпоставка није исправна осим када су растојања међу телима знатно већа од њихових димензија, када се могу сматрати тачкастим масама.
Са таквим поједностављујућим претпоставкама интеграција силе дуж растојања доводи до следећег општег израза за гравитациону потенцијалну енергију, Ug, система од две масе:
|  | {\displaystyle U_{g}\,} | {\displaystyle =\int _{h_{1}}^{h_{2}}{Gm_{1}m_{2} \over r^{2}}dr}              |
|  |                         | {\displaystyle =Gm_{1}m_{2}\left({\frac {1}{h_{1}}}-{\frac {1}{h_{2}}}\right)} |

Овде су
{\displaystyle m_{1}} и {\displaystyle m_{2}} масе објеката
{\displaystyle G} је гравитациона константа, {\displaystyle \left(6,6742\pm 0.0010\right)\times 10^{-11}\ {\mbox{m}}^{3}\ {\mbox{s}}^{-2}\ {\mbox{kg}}^{-1}\,}, (не мешати је са већ поменутим гравитационим убрзањем g)
{\displaystyle h_{1}} је референтни ниво (растојање при којем се узима да је потенцијална енергија нула)
{\displaystyle h_{2}} је растојање међу телима за које се израчунава енергија.
Сагласно горенаведеним ограничењима, растојања {\displaystyle h_{1}} и {\displaystyle h_{2}} мере се од одговарајућих центара масе.
У пракси често је погодно узети референтни ниво на бесконачном растојању (тј. {\displaystyle h_{1}=\infty }), када формула постаје:
{\displaystyle U_{g}={\frac {-Gm_{1}m_{2}}{r}}}
где је r сада растојање међу центрима маса два тела (опет имајући у виду поменута ограничења). Користећи тај услов, потенцијална енергија једнака је нули када је r бесконачно велико, а негативна је за сваку коначну вредност r. Међутим, разлика у потенцијалним енергијама на различитим вредностима r - величина која нас највише занима - поприма очекивани знак.

### Гравитациони потенцијал
Гравитациони потенцијал је потенцијална енергија објекта  која потиче од његовог положаја у гравитационом пољу. За тачкасту масу гравитациони потенцијал је
{\displaystyle E(r)={\frac {-Gm}{r}}\ }
где је:
- {\displaystyle G\ } универзална гравитациона константа,
- {\displaystyle r\ } растојање мерено од центра масе објекта,
- {\displaystyle m\ } маса тачкастог објекта.

{\displaystyle E(r,\phi )={\frac {GM}{r}}\left[1-\sum _{n=2}^{N}J_{n}\left({\frac {R}{r}}\right)^{2}P_{n}(\sin \phi )\right]}

## Еластична потенцијална енергија

### Израчунавање еластичне потенцијалне енергије
{\displaystyle E={\frac {\lambda x^{2}}{2l}}}
{\displaystyle U_{e}=\int {kx}\,dx={\frac {1}{2}}kx^{2}}
{\displaystyle f(\epsilon _{ij})=\lambda \left(\sum _{i=1}^{3}\epsilon _{ii}\right)^{2}+2\mu \sum _{i=1}^{3}\sum _{j=1}^{3}\epsilon _{ij}^{2}}
{\displaystyle \sigma _{ij}=\left({\frac {\partial f}{\partial \epsilon _{ij}}}\right)_{S}}
{\displaystyle U_{e}=\int {\frac {YA_{0}\Delta l}{l_{0}}}\,dl={\frac {YA_{0}{\Delta l}^{2}}{2l_{0}}}}
{\displaystyle {\frac {U_{e}}{A_{0}l_{0}}}={\frac {Y{\Delta l}^{2}}{2l_{0}^{2}}}={\frac {1}{2}}Y{\varepsilon }^{2}}
при чему је: {\displaystyle \varepsilon ={\frac {\Delta l}{l_{0}}}}.

## Хемијска енергија
Хемијска потенцијална енергија је облик потенцијалне енергије која се односи на структурни распоред атома или молекула. Овај распоред може бити резултат хемијских веза унутар молекула или на неки други начин. Хемијска енергија хемијске супстанце се хемијском реакцијом може трансформисати у друге облике енергије. На пример, када се гориво сагорева, хемијска енергија се претвара у топлоту, исти је случај и са варењем хране која се метаболише у биолошком организму. Зелене биљке трансформишу соларну енергију у хемијску енергију кроз процес познат као фотосинтеза, а електрична енергија се може претворити у хемијску енергију електрохемијским реакцијама.
Сличан термин хемијски потенцијал користи се да означи потенцијал неке супстанце да подлегне промени конфигурације, било да је то у облику хемијске реакције, просторног транспорта, размене честица са резервоаром итд.

## Електрична потенцијална енергија

### Електростатичка потенцијална енергија
{\displaystyle W=k{\frac {Qq}{r}},}
где је k Кулонова константа, која износи {\displaystyle {\frac {1}{4\pi \epsilon _{0}}}.}

## Нуклеарна потенцијална енергија
Нуклеарна потенцијална енергија је потенцијална енергија честица унутар атомског језгра. Нуклеарне честице су повезане јаком нуклеарном силом. Слабе нуклеарне силе дају потенцијалну енергију за одређене врсте радиоактивног распада, као што је бета распадање.
Нуклеарне честице попут протона и неутрона се не уништавају у процесима фисије и фузије, али њихове колекције могу имати мању масу него да су појединачно слободне, у ком случају се та разлика у маси може ослободити као топлота и зрачење у нуклеарним реакцијама (топлота и зрачење имају недостајућу масу, али често излазе из система, тако да се не мере). Енергија са Сунца је пример овог облика претварања енергије. На Сунцу процес фузије водоника претвара око 4 милиона тона соларне материје у секунди у електромагнетну енергију која се зрачи у свемир.

## Енергија масе мировања
{\displaystyle E_{0}=mc^{2}\,}
Чувена Ајнштајнова релација обухваћена Специјалном теоријом релативности која ствара везу између масе и енергије, односно успоставља релацију еквивалентности између њих. По свој језгровитости и садржајности је једна од најпознатијих физичких формула.

## Веза између потенцијалне енергије и силе
{\displaystyle U_{A\to B\to A}=(b-a)+(a-b)=0\,}
{\displaystyle U_{A\to B}=(b+c)-(a+c)=b-a\,}